# Rick DeMont
Richard James ("Rick") DeMont (San Rafael (Californië, 21 april 1956) is een Amerikaans oud-zwemmer, die wegens vermeend dopinggebruik gediskwalificeerd werd bij de Olympische Spelen van München (1972).

## Carrière
DeMont was een uiterst talentvol zwemmer bij de jeugd, die zich gaandeweg ontwikkelde tot een internationaal geducht zwemmer op de middellange afstanden vrije slag. Op zijn zestiende verbeterde hij het wereldrecord op de 1500 meter vrije slag (15.52,91). 
In datzelfde jaar nam hij deel aan de Olympische Spelen in München. Hij won, als jongste zwemmer ooit, de gouden medaille in de finale van de 400 meter vrije slag. DeMont was eveneens de uitgesproken favoriet op de 1500 vrijeslag, toen hij - al geplaatst voor de finale - plotseling uit de competitie werd genomen. Volgens de medische commissie had hij een verboden stof (efedrine) gebruikt. Naar later bleek had hij, als astmapatiënt, toestemming voor het gebruik van een medicijn dat deze stof bevatte, maar had de medische staf van de Amerikanen verzuimd de dispensatie te melden aan het Internationaal Olympisch Comité. Om die reden moest hij ook zijn gouden medaille inleveren op de 400 meter vrije slag.
Genoegdoening zocht en vond DeMont een jaar later, bij de eerste officiële wereldkampioenschappen langebaan (50 meter) in Belgrado, waar hij de 400 meter vrij won. Zijn tijd (3.58,18) was goed voor een verbetering van het wereldrecord. Daarmee was hij de eerste die onder de grens van vier minuten dook.In de finale van de 1500 meter vrije slag behaalde hij de zilveren medaille, achter de Australiër Stephen Holland. 
DeMont werd in 1990 opgenomen in The International Swimming Hall of Fame.

## Internationale toernooien
| Jaar | Olympische Spelen                        | WK langebaan                       |
| ---- | ---------------------------------------- | ---------------------------------- |
| 1972 | DSQ 400m vrije slag DSQ 1500m vrije slag |                                    |
| 1973 |                                          | 400m vrije slag · 1500m vrije slag |